# Gare fluviale Sul e Sueste
 (janvier 2023).
La gare fluviale Sul e Sueste, initialement appelée Estação do Sul e Sueste, est située dans la ville de Lisbonne. Elle a été construite après une longue période de planification, au cours de laquelle plusieurs propositions ont été faites pour sa forme et son emplacement, ayant été conçue comme une gare ferroviaire et fluviale complète, dans le cadre du projet abandonné d'une ligne ferroviaire entre les gares de Santa Apolónia et de Cais do Sodré. Elle a été inaugurée le 28 mai 1932, alors considérée comme une extension des trains à destination et en provenance de Barreiro, sur l'actuelle Linha do Alentejo. En novembre 2019, la municipalité a lancé un plan de réhabilitation en profondeur de la zone riveraine à côté de la Praça do Comércio, qui comprenait la rénovation du bâtiment de la gare.

## Histoire et description

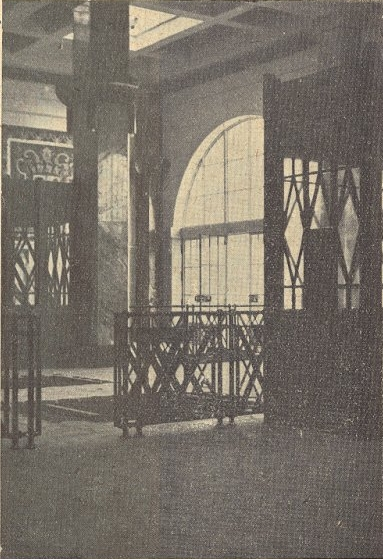
Intérieur du bâtiment en 1932, avant même l'inauguration

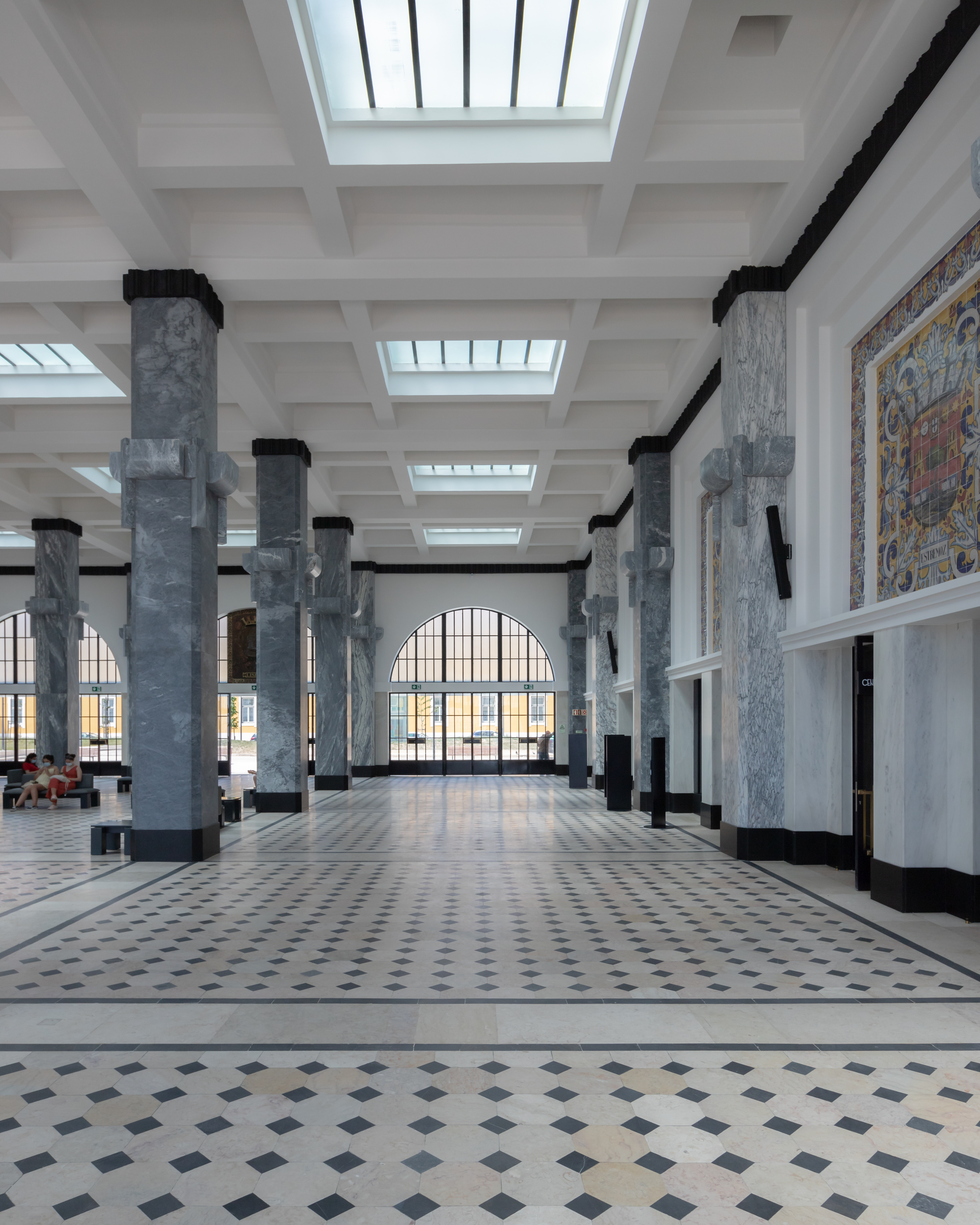
Intérieur du bâtiment en 2021, après travaux de restauration

La station Sul e Sueste est située à côté de la Praça do Comércio, dans le centre de Lisbonne, avec un accès depuis l'Avenida Infante Dom Henrique.
Ce bâtiment a été conçu par Cottinelli Telmo, dans le style Art déco, étant considéré comme un exemple d'ouverture au modernisme international.
En raison de la nécessité de répondre à la croissance du trafic de passagers sur la jetée, en 2002, un projet a été proposé par l'atelier Daciano da Costa, dans le but de transformer et d'agrandir le bâtiment existant, avec une connexion souterraine à la station de métro.
Le 4 septembre 2011, une nouvelle station a été ouverte au public, située à côté de l'ancienne.
Le 2 novembre 2012, la gare est devenue un monument d'intérêt public.

En 2019, la municipalité de Lisbonne a lancé un programme de rénovation du front de mer de Lisbonne à côté de la Praça do Comércio, qui comprenait la construction d'un nouveau terminal fluvial et la rénovation de la gare Sul e Sueste, entre autres travaux. On s'attendait à ce que la place entre la gare fluviale et Cais das Colunas retrouve son tracé d'origine, en éliminant le remblai qui avait été ouvert lors de la construction de la gare et du tunnel de métro, tandis que le bâtiment de la gare sud et sud-est reviendrait à son architecture originale de 1929, étant occupée par une nouvelle zone avec plusieurs espaces commerciaux et touristiques, selon un projet d'Ana Costa. Les travaux ont commencé en novembre de la même année, et l'achèvement était prévu pour le second semestre 2020

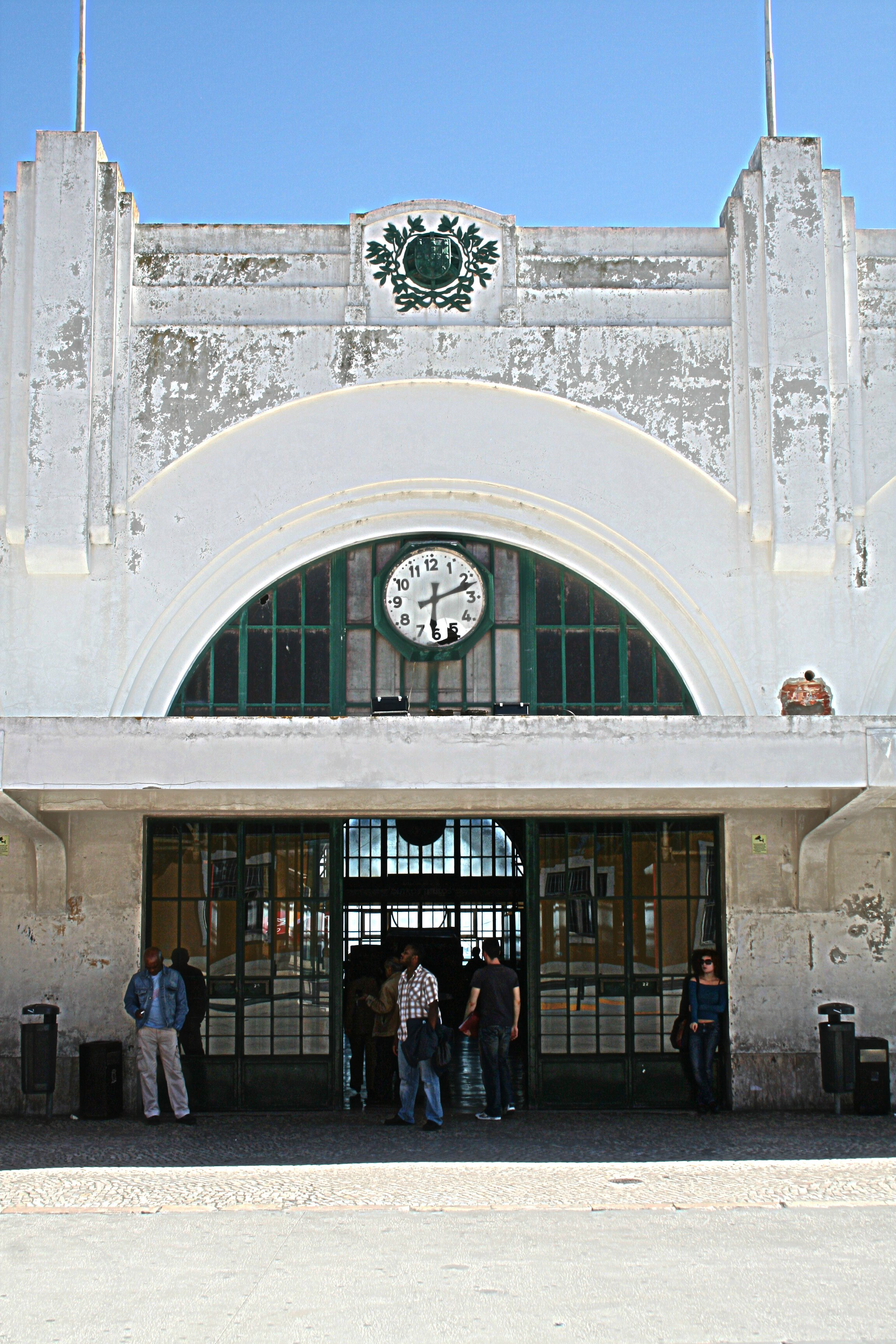
Entrée principale, en 2009